# Jim Barton
Jim Barton est un skipper américain né le 3 mars 1956.

## Biographie
Jim Barton participe aux Jeux olympiques d'été de 1996 à Atlanta et remporte la médaille de bronze dans l'épreuve du soling en compagnie de Jeff Madrigali et Kent Massey.